# Pagine gialle

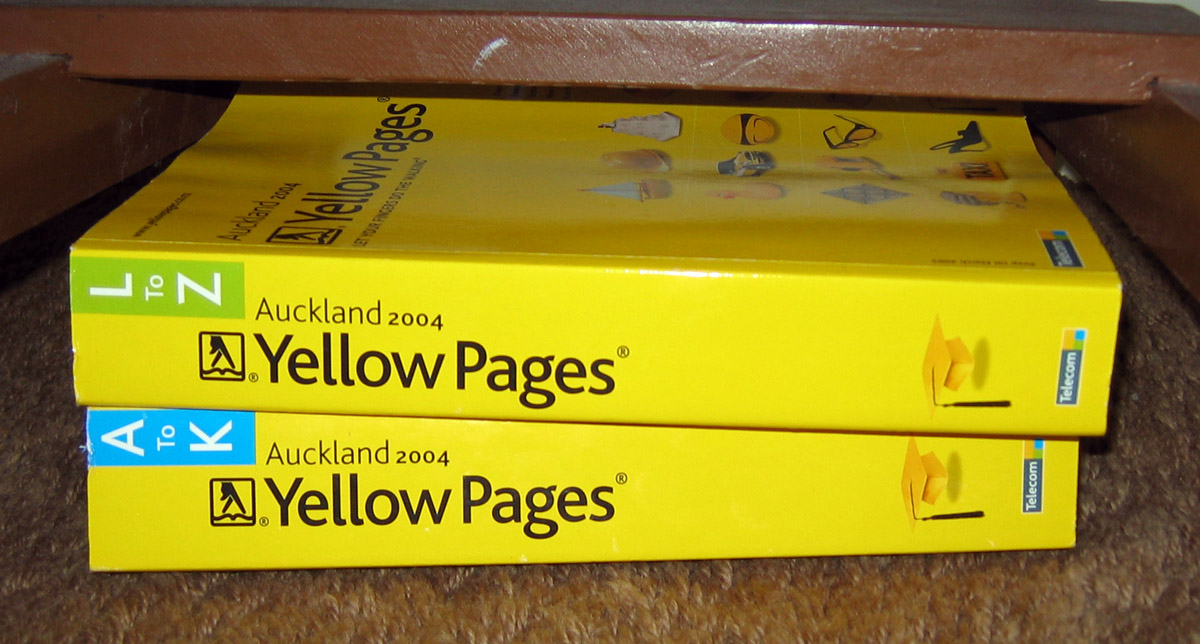
Yellow Pages di Auckland, Nuova Zelanda (2004)

Le Pagine Gialle sono una tipologia di elenco telefonico, che comprende gli abbonati che operano in ambito economico, suddivisi in categorie.
Il concetto di "pagine gialle" è nato nel 1883, quando uno stampatore di Cheyenne, nel Wyoming, non disponendo di fogli bianchi per realizzare un annuario, usò carta gialla.
Con l'avvento di internet in molti paesi del mondo l'edizione cartacea è stata affiancata a una versione sul web.

## Le pagine gialle in Italia
In Italia, grazie alla liberalizzazione dell'utilizzo dei dati delle utenze telefoniche esistono e sono esistiti diversi servizi concorrenti: l'omonimo prodotto della Seat, le Pagine Utili, l'Elenco Sì, tutti che utilizzano (o hanno utilizzato) per le proprie pubblicazioni i dati contenuti nel Database Unico delle Utenze Telefoniche.

### Pagine Gialle Italiaonline
Le Pagine Gialle sono il primo prodotto italiano: la prima edizione si ha nel 1965, dal 1976 sono differenziate a seconda del destinatario: per i privati ci sono le Pagine Gialle Casa, con esercenti al dettaglio, per gli operatori economici le Pagine Gialle Lavoro, con esercenti all'ingrosso.
Attualmente vengono stampate da Italiaonline che, tramite una fusione per incorporazione, ha acquistato nel 2015 Seat Pagine Gialle. 
Oltre che in forma cartacea sono consultabili attraverso i seguenti mezzi:
- Sito internet
- Servizio telefonico (a pagamento): 892.424, pubblicizzato come 89.24.24 ProntoPagineGialle
- iPad: tramite un app scaricabile gratuitamente dall'apple store, da cui poi si possono consultare i vari e-book sia in modalità online che offline
- Navigatore GPS: Il 17 ottobre 2006 è stato presentato ufficialmente il PGNav, il navigatore GPS delle PagineGialle, che comprende tutte le utenze telefoniche registrate su Pagine Gialle o su Pagine Bianche (23-24 milioni). Utilizza un sistema operativo da computer palmare (Windows mobile 5.0) che opera su un processore Samsung a 400 MHz; contiene le mappe dell'Italia e di alcuni territori attorno (Svizzera, Austria, Slovenia, Croazia e parte di Germania e Francia). L'abbinamento degli archivi PagineGialle e PagineBianche con il programma di navigazione e con la circuiteria bluetooth integrata rende possibile utilizzare il navigatore come strumento di comunicazione per condurre nominativamente l'utilizzatore dal destinatario, individuato tramite il motore di ricerca. È possibile anche chiamarlo direttamente via bluetooth tramite il cellulare.
- Servizio sui telefoni cellulari: Il 10 aprile 2008 viene presentato il servizio per telefoni cellulari Visual Mobile. Questo fornisce i servizi di Pagine Bianche e PagineGialle con la possibilità di localizzare gli esercizi commerciali su una mappa, inoltre informazioni meteo, la possibilità di creare itinerari e informazioni sul traffico autostradale.[1][2]

In occasione del 40º anniversario della nascita delle PagineGialle è stata stretta una partnership con l'Associazione per il Disegno Industriale e con la Fondazione ADI per il Design Italiano. Inoltre, per celebrare lo stesso anniversario, le PagineGialle sono uscite nell'edizione 2008 con uno speciale logo a forma di 40.

### Pagine Utili
Pagine Utili sono state la seconda directory nazionale per quota di mercato sin dalla loro prima edizione nel 1996, opera di Sorit, editrice e distributrice controllata da Mondadori, e Pagine Italia, concessionaria della pubblicità, controllata da Fininvest. L’anno successivo Pagine Utili sono state cedute interamente a Pagine Italia che le ha traghettate sotto Fininvest fino al 2005, anno in cui il controllo è passato a Millennium Partecipazioni per una quota pari al 55%, divenuta il 100% nel 2008. Pagine Utili srl è poi stata messa in liquidazione nel dicembre dello stesso anno. Pagine Utili è oggi un marchio registrato che condivide lo stesso titolare di Yellow Pages (Italia).

### TuttoCittà Italiaonline
Le Pagine Gialle edizione Casa sono state in passato abbinate a TuttoCittà, uno stradario che conteneva le mappe delle città italiane.
In 37 province, in genere quelle che necessitavano di una guida più grande, TuttoCittà fino al 2014 veniva distribuito a parte, mentre nelle altre era una sezione del volume delle Pagine Gialle fin dalla fine degli anni novanta; negli anni duemila è stato in tutte le edizioni locali all'interno delle Pagine Gialle.
Dal 2005 le copertine dei volumi contengono le foto vincitrici di un concorso fotografico digitale aperto a tutti i fotografi (professionisti e dilettanti), che vengono votate direttamente dal pubblico attraverso un concorso.
Tuttocittà ha anche un proprio sito web nel quale è possibile calcolare percorsi e cercare informazioni sulla città. Il servizio offre anche mappe stradali ed aeree e, in un numero crescente di città, fotografie a livello stradale esplorabili a circa 360 gradi come il più noto e diffuso Google Street View.

### Altri prodotti
L'Elenco Sì è un prodotto che conteneva sia l'elenco abbonati classico (pagine bianche), che l'elenco degli operatori economici. Non copriva tutte le province italiane, ed era realizzato da Pagine Si! Spa, società di Terni che operava nell'ambito dell'annuaristica telefonica. Ha anche un'edizione online.
Un elenco completo delle principali aziende italiane è stato "Elencopiù".

## Le pagine gialle in Svizzera
In Svizzera, le pagine gialle ufficiali erano incluse nella versione cartacea degli elenchi telefonici (Local Guide) e sono disponibili in Internet sulla piattaforma di ricerca local.ch e relativa applicazione mobile. Gli elenchi contengono i recapiti pubblici di aziende e utenti privati; gli indirizzi degli utenti e le eventuali variazioni vengono fornite dai principali gestori di telefonia o dagli stessi clienti.
- Italiano: Le Pagine Gialle
- Francese: Les Pages Jaunes
- Tedesco: Die Gelben Seiten

## Pagine gialle degli altri paesi
Nella maggior parte degli stati il nome dell'elenco telefonico degli operatori economici è Pagine Gialle. Tuttavia in alcuni paesi il nome è un altro (ad esempio Pagine d'Oro in Irlanda). Qui segue un elenco dei nomi delle pagine gialle nei vari paesi del mondo.

### Europa
- Albania: Fletet e Verdha.
- Belgio: Pages d'Or (Vallonia) o Gouden Gids (Fiandre).
- Bielorussia: Business-Belarus.
- Cipro: Cyprus Directory (www.cyprusyellowpages.com/).
- Croazia: Zute stranice.
- Danimarca: De Gule Sider.
- Finlandia: Keltaiset sivut.
- Francia: Pages jaunes.
- Georgia: Yellow Pages Georgia (ყვითელი ფურცლები).
- Germania: Gelben Seiten .
- Grecia: Xrysos Odigos.
- Irlanda: Golden Pages.
- Kosovo: Faqe te Verdha.
- Norvegia: Gule Sider.
- Paesi Bassi: Gouden Gids.
- Polonia: żółte strony.
- Portogallo: Páginas Amarelas.
- Repubblica Ceca: Zlaté stránky.
- Regno Unito: Yellow Pages  e
- Romania: Pagini Aurii
- Russia: YPI YELLOW PAGES.
- Serbia: Zute Strane - Serbian Business Directory.
- Slovacchia: Zlaté stránky.
- Spagna: Paginas Amarillas .
- Svezia: Gula Sidor,  e .
- Ungheria: aranyoldalak.

### Africa
- Algeria: Les Pages Jaunes (الصفحات الصفراء), Les Pages Maghreb.
- Egitto: Égypt Yellow Pages (يلوبيدجز مصر المحدودة).
- Mali: Mali Pages .
- Marocco: Pages Jaunes.
- Nigeria: YellowPages.
- Sudafrica: the Yellow Pages.

### America
- Brasile: Páginas Amarelas.
- Canada: Yellow Pages (in inglese), Pages Jaunes (in francese).
- Colombia: Yellow pages.
- Cuba: Paginas Amarillas.
- Messico: Sección Amarilla o Paginas Amarillas.
- Panama: Yellow Pages Panama.
- Stati Uniti: Le pagine gialle sono edite da numerose società concorrenti.

### Asia
- Cambogia: Cambodia Yellow Pages.
- Corea del Sud: sono presenti varie pagine gialle.
- Giappone: Town Page.
- Hong Kong: Hong Kong Yellow Pages.
- Iran: The first book.
- Israele: Dapei Zahav.
- Kazakistan: Yellow Pages of Kazakhtan.
- Macao: Macau Yellow Pages/Páginas Amarelas.
- Malaysia: Malaysia Yellow Pages e Malaysia Super Pages.
- Maldive: Maldives Yellow Pages.
- Singapore: Yellow Pages.
- Thailandia: Samood Nar Leung o Thailand YellowPages.

### Oceania
- Australia: Yellow Pages.
- Nuova Zelanda: Yellow Pages.